# Солтмани (Гіжицький повіт)
Солтмани (пол. Sołtmany, нім. Soltmahnen) — село в Польщі, у гміні Круклянки Гіжицького повіту Вармінсько-Мазурського воєводства.
Населення — 295 осіб (2011).

## Демографія
Демографічна структура станом на 31 березня 2011 року:
|          | Загалом | Допрацездатний вік | Працездатний вік | Постпрацездатний вік |
| -------- | ------- | ------------------ | ---------------- | -------------------- |
| Чоловіки | 151     | 32                 | 101              | 18                   |
| Жінки    | 144     | 35                 | 81               | 28                   |
| Разом    | 295     | 67                 | 182              | 46                   |